# الساكن (ذي السفال)

تعديل مصدري - تعديل

الساكن محلة تابعة لقرية الخرابة، التابعة لعزلة وادي ضباء بمديرية ذي السفال إحدى مديريات محافظة إب في الجمهورية اليمنية، بلغ تعداد سكانها 234 حسب تعداد اليمن لعام 2004.